# Comuna Șîrokîi Luh, Teceu
Șîrokîi Luh (în ucraineană Широкий Луг) este o comună în raionul Teceu, regiunea Transcarpatia, Ucraina, formată din satele Fontîneasî, Prîhid și Șîrokîi Luh (reședința).

## Demografie
Componența lingvistică a comunei Șîrokîi Luh
     Ucraineană (99,79%)
     Alte limbi (0,21%)
Conform recensământului din 2001, majoritatea populației comunei Șîrokîi Luh era vorbitoare de ucraineană (99,79%), existând în minoritate și vorbitori de alte limbi.